# 高木貞男
高木 貞男（たかぎ さだお、1921年2月24日 - 2012年5月22日）は、日本の経営者。森永製菓会長を務めた。

## 経歴
東京都出身。1942年に早稲田大学文学部英文学科を卒業し、1946年5月に森永薬品に入社。
1955年4月に森永製菓に転じ、1974年5月に取締役に就任し、1980年12月に常務を経て、1981年6月に副社長に就任し、1985年6月には会長に昇格した。副社長在任時には、グリコ・森永脅迫事件の対応に当たった。1996年6月に相談役に就任し、1998年6月から参与を務めた。1991年6月から1998年6月までに森永乳業で監査役を務めた。
2012年5月22日、肺炎のために死去。91歳没。